# ویلریج
ویلریج (به لاتین: Wilrijk) یک منطقهٔ مسکونی در بلژیک است که در آنتورپ واقع شده‌است.